# Jay Vine
Jay Vine (Townsville, 16 novembre 1995) è un ciclista su strada australiano che corre per l'UAE Team Emirates XRG. Professionista dal 2021, nello stesso anno si è classificato secondo al Giro di Turchia; ha poi vinto due tappe alla Vuelta a España 2022.

## Palmarès

### Strada
- 2019 (Nero Bianchi, due vittorie)

3ª tappa Tour of the Tropics (cronometro)
Classifica generale Tour of the Tropics
- 2022 (Alpecin-Deceuninck, due vittorie)

6ª tappa Vuelta a España (Bilbao > Pico Jano/San Miguel de Aguayo)
8ª tappa Vuelta a España (Pola de Laviana > Yernes y Tameza)
- 2023 (UAE Team Emirates, tre vittorie)

Campionati australiani, Prova a cronometro
Classifica generale Tour Down Under
7ª tappa Giro di Turchia (Selçuk > Smirne)
- 2024 (UAE Team Emirates, una vittoria)

4ª tappa Vuelta a Burgos (Santa María del Campo > Pampliega, cronometro)
- 2025 (UAE Team Emirates XRG, tre vittorie)

3ª tappa Settimana Internazionale di Coppi e Bartali (Riccione > Cesena)
5ª tappa Settimana Internazionale di Coppi e Bartali (Brisighella > Forlì)
3ª tappa Giro di Romandia (Cossonay > Cossonay)

#### Altri successi
- 2019 (Nero Bianchi)

Baw Baw Classic
- 2022 (Alpecin-Fenix)

Classifica scalatori Étoile de Bessèges
- 2023 (UAE Team Emirates)

Classifica scalatori Giro di Turchia
- 2024 (UAE Team Emirates)

3ª tappa Parigi-Nizza (Auxerre > Auxerre, cronosquadre)
Classifica scalatori Vuelta a España
Campionati del mondo, Staffetta mista
- 2025 (UAE Team Emirates XRG)

Classifica a punti Settimana Internazionale di Coppi e Bartali
Classifica a punti Giro di Romandia

## Piazzamenti

### Grandi Giri
- Giro d'Italia

2023: 34º
2025: ritirato (17ª tappa)
- Vuelta a España

2021: 73º
2022: ritirato (18ª tappa)
2023: ritirato (6ª tappa)
2024: 57º

### Classiche monumento
- Liegi-Bastogne-Liegi

2022: 83º
- Giro di Lombardia

2022: 64º

### Competizioni mondiali
- Campionati del mondo su strada

Glasgow 2023 - Cronometro Elite: 28º
Zurigo 2024 - Cronometro Elite: 5º
Zurigo 2024 - Staffetta: vincitore
Zurigo 2024 - In linea Elite: ritirato